# Lex mercatoria
Als Lex mercatoria bezeichnet man in der Rechtswissenschaft ein im Mittelalter entstandenes Gewohnheitsrecht der Handelsleute, das auf grenzüberschreitende Rechtsgeschäfte angewandt wurde, z. B. in Zeiten der deutschen Hanse vom 13. bis 17. Jahrhundert.
Darüber hinaus bezeichnet es in neuerer Zeit (auch als new merchant law) die Gesamtheit der internationalen Handelsbräuche. Ob die lex mercatoria als eigenständiges Recht der Rechtswahl fähig ist und welche Rechtsnatur sie hat, ist im internationalen Privatrecht lebhaft umstritten. Mit der Realität und Wirkungsweise der neuen lex mercatoria, deren Anwendbarkeit neben nationalem Recht, insbesondere im Rahmen der internationalen Schiedsgerichtsbarkeit, hat sich zunehmend auch die Rechtssoziologie beschäftigt.